# 变异型克-雅二氏病
变异型克-雅二氏病（英語：Variant Creutzfeldt–Jakob disease，vCJD）是傳染性海綿狀腦病中的一种，临床表现包括精神疾患、行为改变和感觉迟钝。疾病潛伏期尚不清楚，一般认为潜伏期为數年。临床症状出现后的预期寿命大约是13个月。
该病由朊毒體引起，主要的傳播途徑為經消化道传播（如进食受疯牛症感染的牛肉）；同时患者应具有相应的基因易感性，使用受污染的血液製品或受污染的外科手术设备也有可能感染此病。该病主要透过大脑活體組織切片来诊断，但临床上一般根据其他多个指标来诊断。该病与克雅氏病都是由于朊病毒引起，但两者在临床表现和多种生理生化指标上有明显差异。
该病尚无有效治疗手段，临床上主要採用支持治疗。截至2012年，英国总共发生了约170宗病例，其他地区总共发生了50宗病例。数据显示，2000年之后该病病例明显减少。该病的平均发病年龄低于30岁。该病于1996年在苏格兰爱丁堡由国家克雅病监测中心第一次报道。

## 临床表现
症状包括精神疾患、行为改变和感觉迟钝。

### 与其他克雅二氏病的区别
變異型克-雅二氏病与其他克雅二氏病的区别主要在於：感染后的潜伏期较长，可达15年以上，有些患者可能仍未发病就已死于其他疾病；患者较为年轻，中位年龄29岁，范围在14-48岁；临床表现主要为神情恍惚、口齿不清、共濟失調、幻听幻视等，进展性痴呆仅在病程后期出现；出现症状后的平均存活时间为14个月，范围为7.5-22.5个月；无克雅二氏病特徵性脑电波。
具体表现为變異型克-雅二氏的病患者常有感觉异常及精神症状，包括感觉迟钝和脸、手、足甚至半侧肢体痛觉减退。最早发现的14例英国患者中，9例是以精神症状起病的，其中以抑郁症为主，其他精神症状包括情感淡漠和焦虑等。许多患者有间歇发作而非持续性的妄想。在目前已知疾病发展最慢的一类患者中，精神症状和感觉异常可存在于较长的前驱期；一旦出现神经系统症状（通常是共济失调），疾病就會迅速进展，常出现认知障碍、非随意运动、运动减少、无反应、缄默等症状。向上凝视性麻痹见于50％的患者，这在其他形式的克雅二氏病中很少见。起病时，63％的患者首先出现精神症状，15%的患者的神经症状比精神症状更早出現，两者同时出现的为22％。神经症状通常是在起病4-6个月时出现，最早可表现为步态异常和发音含糊。绝大部分變異型克-雅二氏病患者可有中到重度认知障碍。与sCJD类似，變異型克-雅二氏病患者也可有记忆力障碍（包括听觉区和视觉区）和执行功能障碍。

## 传染途径

### 疯牛症牛肉
在英国，主要的传染途径为进食受疯牛症感染的牛肉，2012年英国健康保护署的一项研究表明，每2,000个英国人中约有1个存在异常的朊病毒的累积迹象。

### 血液制品
2004年的一份研究显示，變異型克-雅二氏病可以通过輸血传播。研究警告各国医疗部门官员输血有可能导致該病在未来大规模流行。特定的血液检測可以協助確診。

### 精子捐赠
在美国，为了减少該病流行的风险，美國食品藥物管理局已禁止进口任何捐精者的精子。尽管如此，科学共识是捐精所带来的风险可以忽略不计，因为没有证据表明變異型克-雅二氏病可通过性传播。

### 其他动物的大脑
由于潜在的感染问题，一项研究不建议人们吃其他动物的大脑，如松鼠。

## 发病机制
在英国，尽管受污染的牛肉消费量很高，但当前該病只感染了少数一部分人。在患者的基因中可以找到对此问题的一种解释。受到朊粒病破坏的人，其PRNP蛋白被发现在129位上具有甲硫氨酸或缬氨酸，而该蛋白在其他正常蛋白结构中与正常蛋白没有明显差异。在高加索人種中，约40％具有两个含甲硫氨酸的等位基因，10％具有两个含缬氨酸的等位基因，另外50％在该位置是杂合基因。除了一个變異型克-雅二氏病感染者被发现含有杂合基因外，其他大多数感染者都具有两个含蛋氨酸的等位基因。目前尚不清楚那些未发作的感染者是实际上已经对朊粒免疫，还是他们只有经过更长的潜伏期才会出现症状。 

## 病理学
许多神经病理改变使變異型克-雅二氏病区别于其他克雅二氏病。最显著的就是遍布于大脑和小脑的PrPsc高密度斑块，而基底节和丘脑斑块密度较低。这些斑块的红色中心含有大量嗜酸性粒細胞，苍白外周则为海绵状改变（“亮红”和“簇状”改变）。同时，變異型克-雅二氏病患者脑组织发生神经细胞变性、减少或消失，形成广泛的空泡样改变，使脑组织呈海绵化，星形胶质细胞和微小胶质细胞形成，有致病性蛋白积累，无炎症细胞浸润，最终造成脑功能衰退，导致死亡。

## 诊断

### 确诊
需要检查脑组织以确诊vCJD。  患者应具有以下确切的指征： 
- 在小脑和大脑中含有许多被空泡环绕的库鲁病型淀粉样斑块（花斑）。 [20]
- 免疫组织化学显示在整个小脑和大脑中存在海绵状变化和广泛的朊病毒蛋白沉积。 [20]

### 可判断为疑似病例
- 年龄小于55岁的患者或死者（一般建议医生对死者进行脑部解剖）。[20]
- 具有精神症状（如神情恍惚、幻听等）或持续的疼痛及感觉症状（持续的疼痛或感觉障碍 ）。[20]
- 罹患痴呆症，发病后超过4个月发生以下五种神经系统症状中的至少两种：共济失调，肌阵挛，舞蹈病，反射亢进或视觉征象（幻视）。（如果存在持续的疼痛及感觉症状，则不需要推迟4个月来观察神经系统症状的发展，可直接做出疑似病例诊断）[20]
- 正常的脑电图或异常但不是克雅二氏病样的脑电图改变。[20]
- 病程超过6个月。[20]
- 常规检查并未得出其他诊断结论（如阿尔兹海默病、多发性硬化症等）来解释克雅二氏病样症状。[20]
- 没有接受尸体来源的人垂体生长激素或硬脑膜移植物的历史。[20]
- 直系亲属无克雅二氏病病史或此人的朊蛋白相关基因未发生突变。[20]

### 分类
虽然變異型克-雅二氏病与克雅二氏病是两种不同的疾病（尽管两者都是由PrP朊毒體引起的），但由于两者都缺乏有效的治疗手段，且病理学相似，故实际临床诊断中具体区分二者对于治疗并无实际价值。经典克雅二氏病和變異型克-雅二氏病都是克雅二氏病的亚型。克雅二氏病主要分為三类：散发性克雅二氏病、遗传性克雅二氏病和获得性克雅二氏病，其中變異型克-雅二氏病与医源性克雅二氏病都属于获得性克雅二氏病的一种。经典克雅二氏病包括散发性克雅二氏病和遗传性克雅二氏病。
ICD-10没有单独的變異型克-雅二氏病代码，此类病例根据克雅二氏病代码（A81.0）报告。

## 治疗
包括變異型克-雅二氏病，所有朊粒病均缺乏特效治疗，主要为支持治疗。有关金刚烷胺、阿糖腺苷等可以稳定或改善病情的个别报道尚待进一步证实。另有研究表明阿昔洛韦、干扰素和两性霉素B对朊粒病无效。

## 流行病学

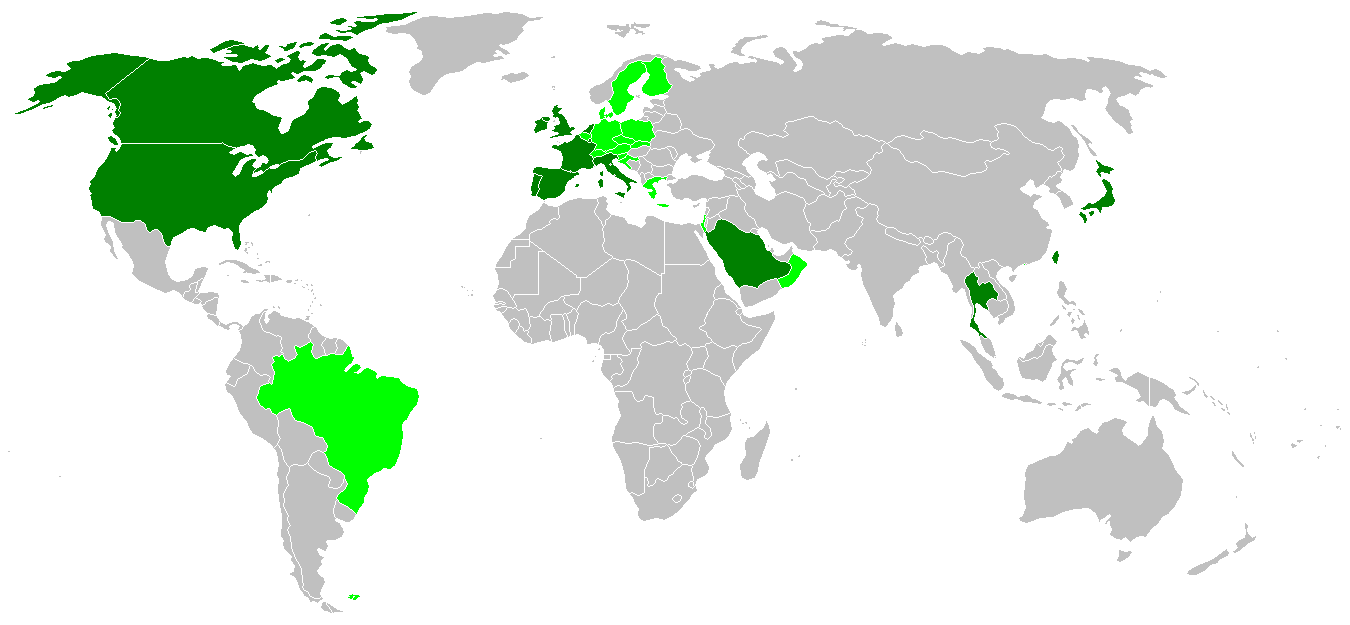
深绿色为存在vCJD病例的国家，浅绿色为存在其他朊粒病病例的国家

2006年一项发表在柳叶刀上的研究认为，通过对与變異型克-雅二氏病类似的库鲁病的研究表明該病的潜伏期可能长达50多年，因为在巴布亞新幾内亞，库鲁病通过食用遗体传播。1950年代，巴布亚新几内亚立法禁止食用亲人遗体，然而，在20世纪后期，库鲁病在某些巴布亚新几内亚社区的发病比率达到峰值，因此表明變異型克-雅二氏病可能也具有20至50年的类似潜伏期。学术界对这理论的批评是，虽然1950年代巴布亚新几内亚禁止了食用遗体，但这并不一定意味着这种做法已经结束。巴布亚人告诉贾里德·戴蒙德，在法令生效的十五年后，食用遗体的做法仍在继续。库鲁病可能已经通过埋葬尸体传递给了法雷人。 
研究发现一些库鲁病患者存在遗传变异，可以导致朊粒病潜伏期延长。这意味着可能有更多的人患有變異型克-雅二氏病，潜伏期更长，可能会在未来许多年后出现。 
在神经系统症状发作前两年，變異型克-雅二氏病患者的淋巴和阑尾组织中可检测到朊蛋白。一项英国大型研究估计患病率为493人/一百万人，高于实际报告的病例数，这一发现表明存在大量无症状病例且該病需要监测。

### 英国

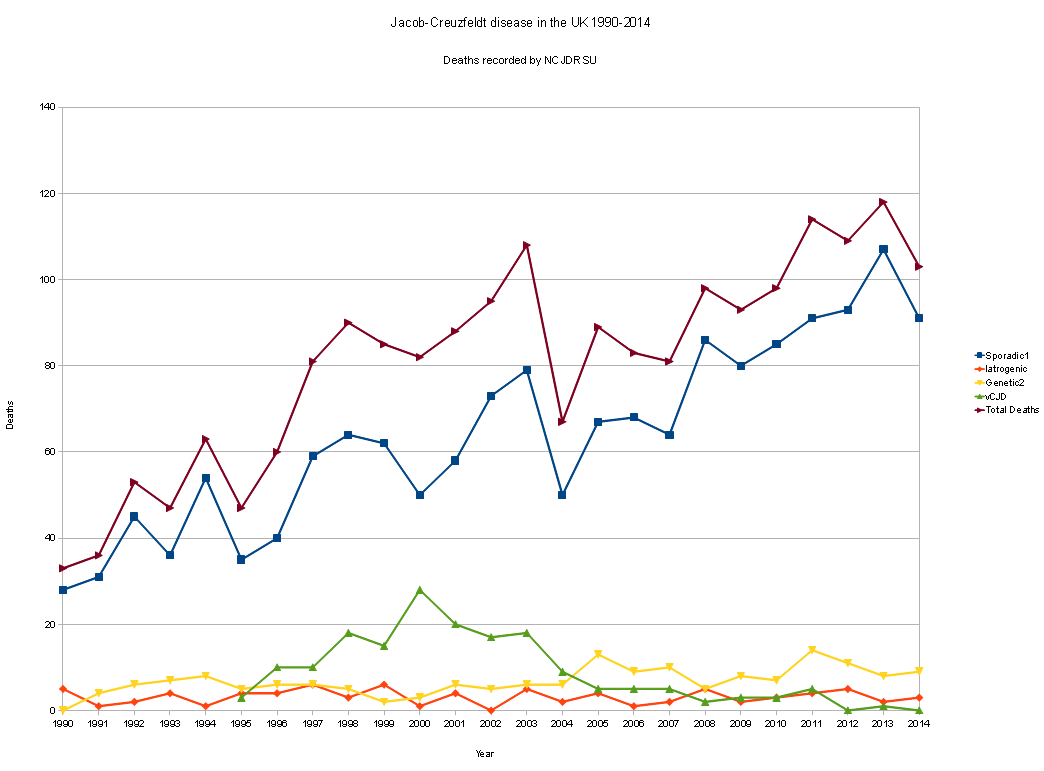
1990年至2014年英国因CJD而死亡的患者数量：vCJD病例有所下降（绿色），而散发性CJD病例继续增加（蓝色）

研究人员认为，英国每2,000人中就有一人患有因食用受污染牛肉而导致的變異型克-雅二氏病。该调查提供了迄今为止最有说服力的流行病学数据，并且在所有基因型中识别了比过往研究更广泛的年龄组的异常朊粒，结果表明變異型克-雅二氏病“感染”可能比较常见。这项新研究检查了超过32,000个匿名阑尾样本。其中，16个样本的朊蛋白异常阳性，表明总体患病率为每百万人口493人，或者每2,000人中有一人可能是携带者。研究还发现在两个性别的不同出生队列（1941-1960和1961-1985）中没有看到差异，并且在三个广泛的地理区域中朊粒流行率没有明显差异。对16个阳性样本的基因测试表明，与普通英国人群相比，编码朊病毒蛋白（PRNP）的基因的密码子129号位上的缬氨酸纯合子（VV）的比例更高。这也与过去177名患有變異型克-雅二氏病的人不同，迄今为止所有人都是甲硫氨酸纯合子（MM）。研究认为具有VV基因型的个体可能在较长的潜伏期后才会发病。

## 社会和文化
1997年，美國肯塔基州的一些人被发现体内携带有變異型克-雅二氏病。尽管這個病与饮食习惯可能存在巧合关系，但人们发现这些人都食用了松鼠的大脑。2008年，英国科学家对由于某些病例的广泛和长期暴露而导致的第二波人类病例的可能性表示担忧。2015年，一名来自纽约的男子在吃了松鼠脑后患上變異型克-雅二氏病；2017年11月到2018年4月，罗切斯特出现了四例疑似病例。

### 限制献血
为了保护血液供应，1997年开始英國政府禁止任何自1980年以来曾接受输血的志愿者捐赠血液，1999年后英国政府禁止药品製造商使用英国捐血者的血液制造生物制品（如白蛋白）。虽然这些限制可能会在某种程度上防止二次感染的流行，但受感染的捐血者数量尚不清楚。2013年6月，英国政府警告过去176个已死亡的患者所捐献的血液可能因为输血传播而导致潜在受感染的病例增加5倍。
2002年5月28日，美国食品药品监督管理局制定临时政策：
- 禁止任何自1980年至1996年在某些欧洲国家停留超过六个月（或在英国停留至超过三个月）的捐血者捐赠血液。鉴于大量的美国军方人员及其家属曾居住在欧洲，当时预计超过7％的捐血者将由于该政策推迟捐赠，后来政策放宽至普通捐血者在欧洲停留的累计时间超过五年的禁止捐赠（军方人员不变），而对于曾在英国停留的捐血者仍采用原政策。[37]

在新西兰，新西兰血液服务中心（NZBS）于2000年制定了措施：
- 排除自1980年至1996年间曾在英国停留六个月以上的捐血者捐赠血液，该措施造成了10%的新西兰捐血者无法献血。
- 2003年进一步扩大限制，永久排除自1980年1月以来在英国接受输血的捐血者捐赠血液
- 2006年将该条款扩展到曾在爱尔兰共和国和法国停留的捐血者。[38]

法国与德国也制定了类似的规定：
- 1980年至1996年间曾在英国停留六个月以上的德国捐血者或停留一年以上的法国捐血者永久禁止捐赠血液。[39][40]

在加拿大，
- 1980年至1996年间曾在英国或法国停留三个月以上（或在西欧其他国家停留五年以上；或在沙特阿拉伯停留六个月以上）的捐血者禁止捐赠血液，[41]
- 1980年以来曾在西欧接受输血治疗的捐血者也禁止捐赠血液。[42]

在波兰，
- 任何曾于1980年至1996年间在英国、爱尔兰或法国停留六个月以上的捐血者永久禁止捐赠血液。[43]

在捷克共和国，
- 任何曾于1980年至1996年间在英国或法国停留六个月以上的捐血者，以及1980年以来曾在英国接受输血治疗的捐血者不允许捐赠血液。[44]

在日本，
1. 任何曾于1980年至1996年间在英国累计停留一个月以上，或于1997年至2004年在英国累计停留六个月以上（包含1980至1996年期间停留时长）的捐血者不允许捐赠血液。
2. 任何曾于1980至2004年间在爱尔兰、意大利、荷兰、沙特阿拉伯、西班牙、德国、法国、比利时、葡萄牙累计停留六个月以上（包含前述1在英国和后述3于瑞士停留期间）的捐血者不允许捐赠血液。
3. 任何曾于1980年至今于瑞士累计停留六个月以上（含前述1与2之停留期间）的捐血者不允许捐赠血液。
4. 任何曾于1980年至2004年间于奥地利、希腊、瑞典、丹麦、芬兰、卢森堡累计停留五年以上（含前述1至3之停留期间）的捐血者不允许捐赠血液。
5. 任何曾于1980年至今于冰岛、阿尔巴尼亚、安道尔、克罗地亚、圣马力诺、斯洛伐克、斯洛文尼亚、塞尔维亚（包括2008年独立的科索沃）、捷克共和国、挪威、梵蒂冈、匈牙利、保加利亚、波兰、波斯尼亚和黑塞哥维那、北马其顿、马耳他、摩纳哥、 黑山、 列支敦士登、 罗马尼亚累计停留五年以上（含前述1至4之停留期间）的捐血者不允许捐赠血液。[45]

在台灣，
1. 曾罹患庫賈氏病者、曾注射人類腦下垂體生長荷爾蒙者、曾注射人類腦下垂體親生殖腺素者（human pituitary gonadotropins）、曾注射牛胰島素等生物製劑者、曾接受硬腦膜移植者或家族中（指二等親內之血親）有庫賈氏病患者，永不得捐血。[46]
2. 民國69年（1980年）至85年（1996年）間，曾在英國輸血或曾至英國旅遊或居留時間合計超過三個月者，或民國69年以後曾於歐洲旅遊或居留時間合計超過五年者，應暫緩捐血。[46]